# Ladakh Range

Karte von Ladakh mit Ladakh Range

Die Ladakh Range ist ein Gebirgszug im indischen Unionsterritorium Ladakh südöstlich des Karakorumgebirges.
Die Ladakh Range erstreckt sich von der Shyok-Mündung in südöstlicher Richtung über eine Länge von 370 km bis zur Grenze nach Tibet. Sie liegt somit südlich der Karakorum-Hauptkette zwischen den Flussläufen von Indus und Shyok. Die durchschnittliche Grathöhe liegt unterhalb 6000 m. Am Fuße der Gebirgskette im Industal befindet sich auf 3500 m Höhe Leh, der Hauptort der Ladakh-Region.

## Berge
Die Gipfel der Ladakh Range reichen bis auf 6400 m Höhe.
- Gangra Ri, 6489 m
- Nanga Sago, 5776 m, (⊙)

## Pässe der Ladakh Range
- Chang La, 5360 m, (⊙)
- Kardung La, 5359 m, (⊙)